# 相模人形芝居連合会
相模人形芝居連合会（さがみにんぎょうしばいれんごうかい）は、神奈川県西部地域に伝わる、国指定重要無形民俗文化財「相模人形芝居」を伝承する民俗芸能団体の連合会であり、相模人形芝居の保存団体である。

## 概要
相模人形芝居連合会は、国指定重要無形民俗文化財「相模人形芝居」を伝承する座によって構成される連合会組織である。現在、連合会を構成する座は国指定3座（長谷座・林座（厚木市）、下中座（小田原市））と県指定2座（前鳥座（平塚市）、足柄座（南足柄市））の合計5座であり、「相模人形芝居五座」と呼ばれることもある。
相模人形芝居の技術を伝承している団体とは、相模人形芝居連合会に属している団体か、相模人形芝居連合会に属する団体の指導を現在進行系で得ている団体を指す。この場合、県指定の前鳥座、足柄座は、団体としての指定は県指定ながら、その技術は国指定の相模人形芝居の技術を伝承しているものと考えられている。
また、下中座の指導を得ている神奈川県立二宮高等学校相模人形部と小田原市立橘中学校相模人形クラブは相模人形芝居の技術を伝承いている団体と考えられているが、過去に林座の指導を得ていたものの、現在は断絶しており、また相模人形芝居連合会への加入も認められていないあつぎひがし座と神奈川県立厚木東高等学校人形浄瑠璃部については、相模人形芝居の技術を伝承している団体としては認められていない。

## 運営・形態
- 会長 1名
- 事務局 会長の所属する座のある市教育委員会の所管課

会長は5座の持ち回りで運営されており、担当する座の座長が会長となる。任期は2年。
持ち回り順序は
下中座（小田原市）→前鳥座（平塚市）→林座（厚木市）→足柄座（南足柄市）→長谷座（厚木市）
の順番となっている。
連合会の事務局は会長の所属する座のある市教育委員会の所管課が事務を取り扱うことになる。
| 座名         | 市所管課名                   |
| ------------ | ---------------------------- |
| 長谷座・林座 | 厚木市教育委員会文化財保護課 |
| 下中座       | 小田原市文化部文化財課       |
| 前鳥座       | 平塚市教育委員会社会教育課   |
| 足柄座       | 南足柄市市民部文化スポーツ課 |

## 相模人形芝居大会
連合会は、相模人形芝居の技術向上や普及啓発を趣旨として、年1回「相模人形芝居大会」を主催している。「五座大会」と呼ばれることもある。
会場は会長の所属する座のある市の文化施設（市民会館、中央公民館等）を使用することが多い。時々神奈川県立青少年センターで開催されることがある。開催趣旨を踏まえて観賞料を徴収することはなく、無料で行われている。
舞台転換の都合のため、世話屋体と時代屋体の演目を前後に振り分けているが、大会のトリは会長座が取ることになっており、必然的に会長座の演目が世話屋体を使うか時代屋体を使うかで、前後の振り分けは変わってくる。